# Lasaeola spinithorax
Lasaeola spinithorax är en spindelart som först beskrevs av Eugen von Keyserling 1886.  Lasaeola spinithorax ingår i släktet Lasaeola och familjen klotspindlar.
Artens utbredningsområde är Peru. Inga underarter finns listade i Catalogue of Life.